# Скалл, Этель
Этель Скалл (англ. Ethel Scull, урождённая Этель Реднер (англ. Ethel Redner); 1921, Нью-Йорк — 2001) — американский коллекционер произведений искусства, наиболее известная своей «всемирно известной коллекцией произведений поп-арта и минимализма», которую она собирала вместе со своим мужем Робертом Скаллом.

## Ранняя биография
Этель Реднер родилась в 1921 году в Бронксе, в городе Нью-Йорк. Она была дочерью Бена Реднера, владельца успешной компании такси, которую впоследствии она и Роберт Скалл переименовали в «Ангелы Скалла» (англ. Scull's Angels). Она вела привилегированную жизнь, а также изучала искусство рекламы в Школе дизайна Парсонса.

## Замужество
Этель Реднер вышла замуж за Роберта Скалла, у супругов было три сына: Джонатан, Стивен и Адам. Роберт Скалл унаследовал долю в компании такси отца Этель после того, как он в силу возраста решил оставить бизнес. В результате успешного ведения бизнеса такси супруги разбогатели, что позволило им заявить о себе на художественной сцене Нью-Йорка, коллекционируя абстрактное и современное искусство. Доход от своего первого аукциона в 1965 году они использовали для создания Фонда Роберта и Этель Скалл, основной целью которого являлась поддержка молодых художников путём покупки их произведений искусства, оплаты аренды и других расходов на деятельность. Вскоре супруги стали подвергаться многочисленной критике преимущественно из-за своих аукционов, где иногда произведения искусства продавались за тройную цену по сравнению с той, которую они платили сами. Они подали на развод в 1975 году, история с которым закончилась лишь в 1986 году, после смерти Роберта Скалла.

## Образы в искусстве
Этель Скалл была изображена в картине «Этель Скалл 36 раз», созданной в 1963 году американским художником Энди Уорхолом в стиле поп-арта. Ныне эта работа хранится в коллекции нью-йоркского Метрополитен-музея. Она стала первой заказной картиной у Уорхола. Она представляла собой 36 портретов Этель Скалл в разных позах, расположенных в четыре ряда и девять столбцов. Эта работа находится в совместной собственности у Музея американского искусства Уитни и Метрополитен-музея.
Ещё одним известным заказом, сделанным Скалл, была скульптурный портрет, созданный Джорджом Сигалом, под названием «Портрет Роберта и Этель Скалл». Оба супруга были изображены в виде гипсовых скульптур: Этель в тёмных очках сидела в викторианском кресле, а Роберт Скалл стоял позади неё и кресла. Ныне это произведение искусства находится в коллекции Художественного музея префектуры Айти (Нагоя, Япония).

## Смерть
Этель Скалл умерла в 2001 году от сердечного приступа в доме престарелых в Манхэттене (Нью-Йорк), куда она попала после инсульта.